# Hemimycena pithyophila
Hemimycena pithyophila es una especie de hongo basidiomiceto de la familia Mycenaceae, del orden  Agaricales.

## Sinónimos
- Delicatula pithyophila (Malençon, 1975)
- Helotium pithyophilum (Redhead, 1982)
- Hemimycena pithyophila (Malençon, 1975)